# Jaunius Simonavičius
Jaunius Simonavičius (* 24. August 1954 in Vilnius) ist ein litauischer Ökonom und ehemaliger Politiker, Vizeminister für Finanzen.

## Leben
1978 absolvierte Simonavičius das Studium an der Wirtschaftsfakultät an der Vilniaus universitetas und wurde danach attestierter Wirtschaftsprüfer.
Er arbeitete als Ökonom im litauischen Finanzministerium, bei "Lietuvos energija" und "Plasta" als Cheffinanzist sowie lehrte an der Vilniaus universitetas. Simonavičius bildete sich weiter bei den Energieunternehmen "Alabama Power" in USA, bei ČEZ in Tschechien, bei ESV in Irland und im Direktoreninstitut in England. Er war leitender Mitarbeiter am Institut  für Rechnungswesen Litauens. Von 2005 bis zum Juli 2006 war er Vizeminister im Finanzministerium.
Simonavičius ist Mitglied von LRLS.
Simonavičius ist verheiratet. Mit Frau Jolanta hat er den Sohn Vygintas.